# رودولف پیرلز
سر رودولف ارنست پیرلز (آلمانی: Rudolf Peierls؛ زاده ۵ ژوئن ۱۹۰۷ درگذشته ۱۹ سپتامبر ۱۹۹۵) یک فیزیک‌دان اهل آلمان-بریتانیا بود.